# Parti social-démocrate du Kosovo
Pour les autres articles nationaux ou selon les autres juridictions, voir Parti social-démocrate.
Le Parti social-démocrate du Kosovo (en albanais : Partia Socialdemokrate e Kosovë, abrégé en PSD) est un parti politique au Kosovo. Il est créé le 10 février 1990 par Kaqusha Jashari.

## Histoire

### Présence au parlement
Le PSD participe aux élections législatives de 2017 au sein de la coalition PAN, mais ne parvient pas à obtenir un siège au parlement. Aujourd'hui, le parti est représenté à l'Assemblée du Kosovo par 12 députés, qui sont tous issus du mouvement Autodétermination. 
En 2019, il se présente en coalition avec Alliance pour l'avenir du Kosovo. 

### Maires
Le maire de Pristina, Shpend Ahmeti rejoint le parti en 2018 alors qu'il était membre du mouvement Autodétermination. Il le quitte en 2019.

## Élections de l'Assemblée du Kosovo
| Année | Voix   | %     | Sièges  | Rang | Position            |
| ----- | ------ | ----- | ------- | ---- | ------------------- |
| 2019  | 96 872 | 11.51 | 0 / 120 | 4e   | Extra-parlementaire |